# Galerie Cécile Fakhoury
La Galerie Cécile Fakhoury, ouverte en septembre 2012 à Abidjan, expose et représente le travail d’artistes liés au continent africain tels que Abdoulaye Diarrassouba (dit Aboudia), François-Xavier Gbré, Ouattara Watts, Jems Koko Bi, Dalila Dalléas Bouzar ou Roméo Mivekannin. Elle joue un rôle important dans la visibilité internationale de l'art contemporain Africain dans les années 2010,,. Elle possède quatre espaces d’expositions, deux à Abidjan, un à Dakar depuis 2018 et un à Paris depuis 2021.

## Histoire
La Galerie ouvre à l'initiative de Cécile Fakhoury le 15 septembre 2012 sur le boulevard Latrille, dans le quartier résidentiel de Cocody à Abidjan. Elle s'inscrit dans un contexte de renouveau de l’économie et du marché de l'art en Côte d'Ivoire après la crise politique de 2011,. Elle contribue à créer la notoriété de nombreux artistes liés à l’Afrique de l’Ouest, notamment la Côte d’Ivoire et le Sénégal. Dès les premières années, l'endroit a pour but de donner « plus de visibilité aux artistes et de participer à la création d’un véritable marché de l’art contemporain, en Côte d’Ivoire et sur le continent. Même s’il ne se développera pas du jour au lendemain».
A l’occasion de la Biennale de Dakar 2018, une deuxième antenne est ouverte à Dakar. Ses 100 m2 gérés par Delphine Lopez affichent la même ambition : contribuer à la scène locale, offrir aux artistes trop souvent exilés et exposés en dehors du continent un lieu où vendre et partager leurs œuvres,. La programmation reflète cette volonté de dialogue avec les publics du Sénégal et de Côte d'Ivoire grâce à des expositions ancrées dans la société actuelle comme les « Brobrosseurs », qui explore le thème de la jeunesse d'Abidjan sous les pinceaux d'Armand Boua ou « Masquerade » d'Aboudia, qui dépeint les affrontements post-électoraux de Côte d'Ivoire. Malgré un marché encore restreint et un nombre d'acheteurs réduit, les œuvres trouvent preneurs auprès des fortunes Sénégalaises.
En 2021, la galerie ouvre son troisième espace d’exposition à Paris, au croisement de l’Avenue Matignon et de la rue du Faubourg Saint-Honoré.

## Propriétaire
Cécile Fakhoury est française, installée en Côte d'Ivoire. Elle a grandi dans le monde de l'art et travaillé pour différentes galeries avant de fonder la sienne. Elle se passionne très jeune pour l'art contemporain, éduque son regard critique en visitant les galeries et en y décrochant des stages. Elle est profondément convaincue que l'essor de l'art africain dépend d'acheteurs originaires du continent : « On ne peut pas voir un marché de l’art contemporain lié à la création africaine se structurer uniquement depuis l’Europe ou les États-Unis : il faut que cela émane du continent lui-même et des collectionneurs, ou potentiels collectionneurs, africains ».

## Rayonnement

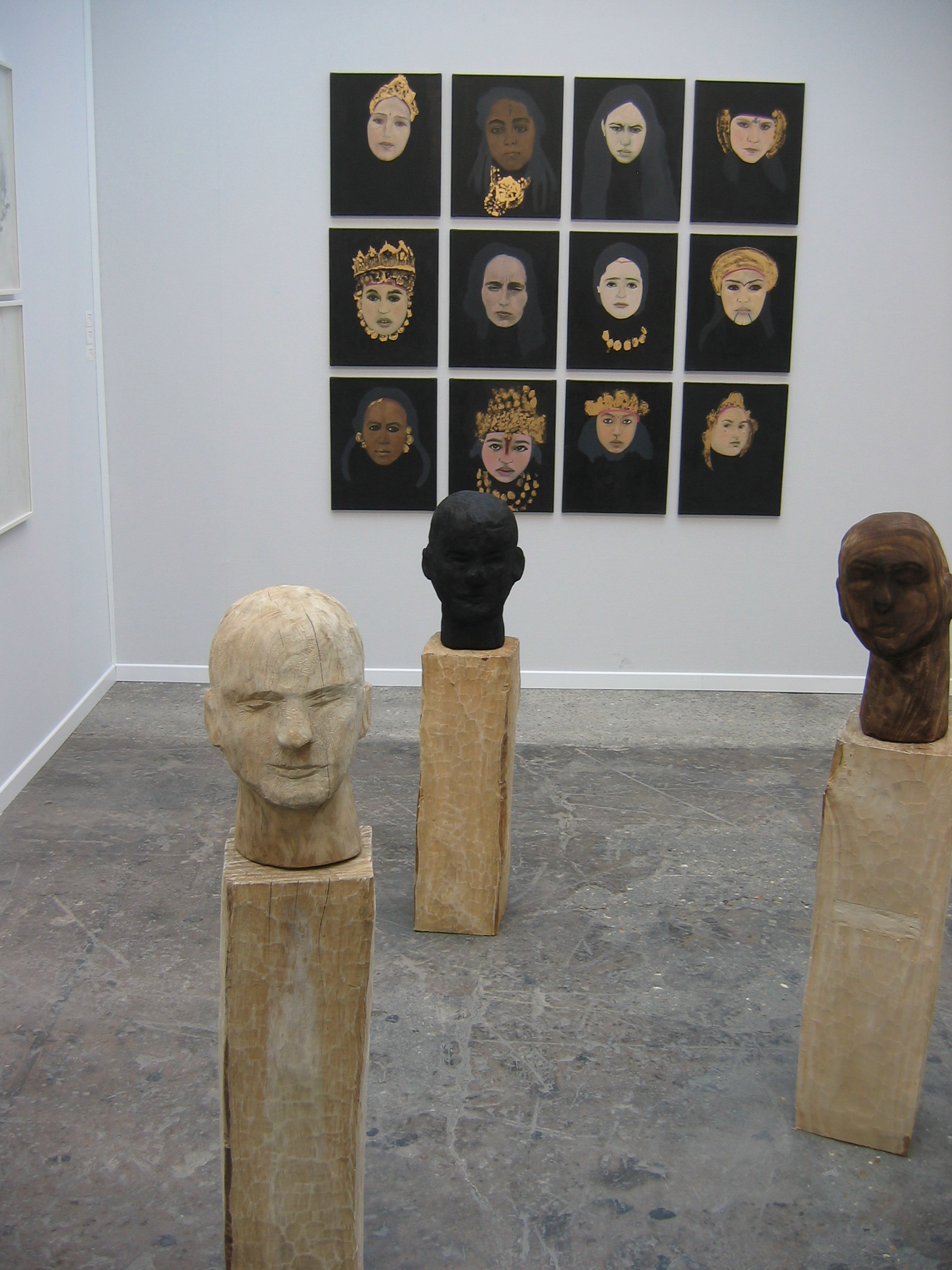
Espace de la galerie Cécile Fakhoury d'Abidjan en 2017 à l'exposition Art Paris Art Fair : peinture de Dalila Dalléas Bouzar, série Princesse, en arrière-plan.

Il semble que la galerie bénéficie d'une conjoncture favorable à l'époque de sa création car elle coïncide avec le développement de nombreux salons internationaux d'art contemporain et d'un engouement nouveau pour son domaine d'activité. Ainsi elle participe à la Contemporary African Art Fair (en) à Londres en 2013 et 2014, à celle de New York et la foire Art Dubai (en) en 2015.
Elle représente de nombreux artistes qui exposent dans des foires internationales en France et surtout à Paris. En 2015, le sculpteur Jems Robert Koko Bi est représenté par la galerie Cécile Fakhoury lorsqu'il montre deux de ses œuvres au Quai Branly dans l'exposition Les maîtres de la sculpture de Côte d’Ivoire. En 2017 elle montre le travail de Dalila Dalléas Bouzar à la Art Paris Art Fair. Sa participation se fait surtout remarquer à la FIAC en 2019, où elle est la seule galerie sub-saharienne et présente l'artiste ivoirien Ouattara Watts.